# Sorriba (Pravia)
Sorriba es una aldea española de la parroquia de Folgueras, perteneciente al municipio de Pravia, en la comunidad autónoma de Asturias.

## Historia
Hacia mediados del siglo XIX, el lugar ya pertenecía a la parroquia de Folgueras, entonces parte del municipio de Salas. Aparece descrito en el decimocuarto volumen del Diccionario geográfico-estadístico-histórico de España y sus posesiones de Ultramar de Pascual Madoz con las siguientes palabras:

SORRIBA: l. en la prov. de Oviedo, ayunt. de Salas y felig. de Sta. Maria de la Asunción (V.).
(Madoz, 1849, p. 504)

En 2023, la entidad singular de población de Sorriba, perteneciente al municipio de Pravia, tenía empadronados 8 habitantes, todos ellos diseminados.